# Henri Lanoë
Henri Lanoë (* 16. September 1929 in Algerien; † 27. Januar 2024) war ein algerisch-französischer Filmeditor, Filmregisseur, Drehbuchautor und Komponist.

## Leben
Erstmals für einen Filmschnitt verantwortlich war Henri Lanoë 1961 mit Das fremde Gesicht. Er war verantwortlich für den Schnitt von mehr als 50 Produktionen und kam dabei mit Regisseuren wie Jacques Deray und Philippe de Broca zu langjährigen Zusammenarbeiten. So montierte er für Deray Der Profi 2 und Brutale Schatten und erhielt jeweils für Mord in Barcelona und Mörderischer Engel eine César-Nominierung für den Besten Filmschnitt. Für de Broca wiederum montierte er Filme wie Ich war eine männliche Sexbombe und Der Buschpilot und erhielt für Edouard, der Herzensbrecher und Duell der Degen jeweils eine César-Nominierung für den besten Schnitt. Henri Lanoë war der am häufigsten für einen Cesár nominierte Filmeditor Frankreichs ohne Auszeichnung. Zwischen 1977 und 1998 kam er auf acht Nominierungen.
In den 1960er Jahren arbeitete Lanoë nicht nur als Editor, sondern auch als Regisseur, Drehbuchautor und Komponist. So war er dies in seiner Sci-Fi-Komödie Ne jouez pas avec les Martiens alles in Personalunion, während er später an Filmen wie Ich war eine männliche Sexbombe und L’homme de Marrakech mitschrieb und für Produktionen wie Der Dieb von Paris und Am Herz des Lebens komponierte.

## Filmografie (Auswahl)
- 1961: Das fremde Gesicht (Le Rendez-vous de minuit)
- 1962: La rivière du hibou
- 1963: Am Herz des Lebens (Au cœur de la vie)
- 1964: Ich war eine männliche Sexbombe (Un monsieur de compagnie)
- 1965: Yoyo, der Millionär (Yoyo)
- 1966: Meine Nerven, deine Nerven (Tant qu’on a la santé)
- 1966: Der große Coup von Casablanca (L’Homme de Marrakech)
- 1966: Die Haut des Anderen (Avec la peau des autres)
- 1967: Der Dieb von Paris (Le Voleur)
- 1967: Ne jouez pas avec les Martiens
- 1969: Wahre Liebe rostet nicht (Le grand amour)
- 1970: Wenn Marie nur nicht so launisch wär’ (Les Caprices de Marie)
- 1971: Drei auf der Flucht (La Poudre d’escampette)
- 1971: Eine tierische Verbindung (L’Alliance)
- 1972: Brutale Schatten (Un homme est mort)
- 1972: Das Pariser Appartement (A Time for Loving)
- 1972: Kerzenlicht (Les Feux de la chandeleur)
- 1973: Le Magnifique – ich bin der Größte (Le Magnifique)
- 1974: Borsalino & Co. (Borsalino and Co)
- 1974: Wann sehen wir uns wieder, Grelu? (Ursule et Grelu)
- 1975: Angst über der Stadt (Peur sur la ville)
- 1976: Monsieur Klein (Mr. Klein)
- 1977: Lohn der Giganten (La Menace)
- 1978: Mord in Barcelona (Un papillon sur l’épaule)
- 1979: Der Schwimmeister (Le Maître-nageur)
- 1979: Edouard, der Herzensbrecher (Le Cavaleur)
- 1979: I wie Ikarus (I comme Icare)
- 1980: Wer hat den Schenkel von Jupiter geklaut? (On a volé la cuisse de Jupiter)
- 1981: Malevil
- 1982: Entscheidung am Kap Horn (Les Quarantièmes rugissants)
- 1983: Der Buschpilot (L’Africain)
- 1984: Der Flug der Sphinx (Le Vol du Sphinx)
- 1985: Mörderischer Engel (On ne meurt que deux fois)
- 1986: Der Profi 2 (Le Solitaire)
- 1987: Krank vor Liebe (Maladie d’amour)
- 1988: Chouans! – Revolution und Leidenschaft (Chouans!)
- 1990: Sheherazade – Mit 1001 PS ins Abenteuer (Les 1001 nuits)
- 1991: Mayrig – Heimat in der Fremde (Mayrig)
- 1993: Der Anwalt (Un crime)
- 1997: Duell der Degen (Le Bossu)
- 2000: Amazone

## Auszeichnungen
César
- 1977: Bester Schnitt – Monsieur Klein (nominiert)
- 1978: Bester Schnitt – Lohn der Giganten (nominiert)
- 1979: Bester Schnitt – Mord in Barcelona (nominiert)
- 1980: Bester Schnitt – Edouard, der Herzensbrecher (nominiert)
- 1982: Bester Schnitt – Malevil (nominiert)
- 1983: Bester Schnitt – Entscheidung am Kap Horn (nominiert)
- 1986: Bester Schnitt – Mörderischer Engel (nominiert)
- 1998: Bester Schnitt – Duell der Degen (nominiert)